# Montfa, Ariège
Montfa är en kommun i departementet Ariège i regionen Occitanien i södra Frankrike. Kommunen ligger  i kantonen Le Mas-d'Azil som ligger i arrondissementet Pamiers. År 2022 hade Montfa 94 invånare.

## Befolkningsutveckling
Antalet invånare i kommunen Montfa
Referens: INSEE